# Elionor de Mèdici
Elionor de Mèdici (Eleonora de Medici en italià), nascuda l'1 de març de 1567 a Florència i morta el 9 de setembre de 1611 a Cavriana a Itàlia, fou membre de la família gran-ducal dels Mèdici; es va casar amb Vicenç I de Màntua.

## Biografia

### Infantesa
Elionor de Mèdici fou la filla del gran duc Francesc I de Mèdici i de Joana d'Àustria; va passar la seva infantesa al palau Pitti, amb la seva germana Maria de Mèdici, futura reina de França. Va créixer també amb una altra de les seves germanes, Anna i un germà, tots dos morts joves. Va continuar estant sola alguns anys amb la seva germana Maria Abans de casar-se amb Vicenç I de Màntua.

### Matrimoni
Elionor de Mèdici va ser duquessa de Màntua pel seu matrimoni (ell en segones noces) amb Vicenç I Gonzaga, príncep italià i duc de Màntua. Es va casar amb ell a Màntua, el 29 d'abril de 1584.
Va donar a llum a sis fills: 
- Francesc, 5è duc de Màntua com a Francesc IV i 3r duc de Montferrat com a Francesc II;

- Ferran, 6è duc de Màntua, i 4t duc de Montferrat;

- Guglielmo Dominico (1589-1591);

- Margarida que es va casar, el 1606, amb Enric II de Lorena (1563-1624), duc de Lorena

- Vincenç, 7è duc de Màntua i 5è duc de Montferrat sempre com a Vincenç II;

- Elionor que es va casar, el 1622, amb Ferran II del Sacre Imperi Romanogermànic (1578-1637)

Elionor de Mèdici va morir el 9 de setembre de 1611, a l'edat de 44 anys, un any abans que el seu espòs.